# René-Pierre Quentin
René-Pierre Quentin (ur. 5 sierpnia 1943 w Collombey-Muraz) – szwajcarski piłkarz grający na pozycji pomocnika. W swojej karierze rozegrał 34 mecze w reprezentacji Szwajcarii, w których strzelił 10 goli.

## Kariera klubowa
Swoją karierę piłkarską Quentin rozpoczął w klubie FC Sion. W sezonie 1963/1964 zadebiutował w nim w pierwszej lidze szwajcarskiej. W sezonie 1964/1965 zdobył ze Sionem Puchar Szwajcarii. W 1968 roku przeszedł do FC Zürich. W sezonie 1969/1970 sięgnął z nim po puchar kraju. W 1971 roku wrócił do Sionu. W sezonie 1973/1974 zdobył trzeci szwajcarski puchar w karierze. W 1975 roku zakończył karierę.

## Kariera reprezentacyjna
W reprezentacji Szwajcarii Quentin zadebiutował 14 listopada 1964 roku w wygranym 2:1 meczu eliminacji do MŚ 1966 z Irlandią Północną, rozegranym w Lozannie. W debiucie strzelił gola. W 1966 roku był w kadrze Szwajcarii na Mistrzostwa Świata w Anglii. Na tym turnieju wystąpił w 2 meczach: z Hiszpanią (1:2 i gol) oraz z Argentyną (0:2). Od 1964 do 1973 roku rozegrał w kadrze narodowej 34 mecze, w których strzelił 10 goli.